# Colobizus bicolor
Colobizus bicolor är en skalbaggsart som beskrevs av Schmidt 1922. Colobizus bicolor ingår i släktet Colobizus och familjen långhorningar.
Artens utbredningsområde är Malawi. Inga underarter finns listade i Catalogue of Life.